# هوندا سي بي آر 125 آر
هوندا سي بي آر 125 آر(بالإنجليزية: Honda CBR125R)‏ هي دراجة نارية من تصنيع هوندا.